# Wang Xindi
Wang Xindi (2 mei 1995) is een Chinese freestyleskiër. Hij vertegenwoordigde zijn vaderland op de Olympische Winterspelen 2018 in Pyeongchang.

## Carrière
Bij zijn wereldbekerdebuut, in januari 2013 in Changchun, scoorde Wang direct zijn eerste wereldbekerpunten. In december 2014 behaalde hij in Peking zijn eerste toptienklassering in een wereldbekerwedstrijd. Op de wereldkampioenschappen freestyleskiën 2015 in Kreischberg eindigde de Chinees als achttiende op het onderdeel aerials. In december 2016 stond Wang in Beida Lake voor de eerste maal in zijn carrière op het podium van een wereldbekerwedstrijd. Op 25 februari 2017 boekte hij in Minsk zijn eerste wereldbekerzege. In de Spaanse Sierra Nevada nam de Chinees deel aan de wereldkampioenschappen freestyleskiën 2017. Op dit toernooi eindigde hij als veertiende op het onderdeel aerials. Tijdens de Olympische Winterspelen van 2018 in Pyeongchang eindigde Wang als veertiende op het onderdeel aerials.
Op de wereldkampioenschappen freestyleskiën 2019 in Park City eindigde hij als zesde op het onderdeel aerials, samen met Xu Mengtao en Sun Jiaxu veroverde hij de zilveren medaille in de landenwedstrijd aerials. In het seizoen 2018/2019 won de Chinees het wereldbekerklassement op het onderdeel aerials.

## Resultaten

### Olympische Spelen
| Jaar | Plaats      | Resultaten  |
| ---- | ----------- | ----------- |
| 2018 | Pyeongchang | 14e Aerials |

### Wereldkampioenschappen
| Jaar | Plaats        | Resultaten                |
| ---- | ------------- | ------------------------- |
| 2015 | Kreischberg   | 18e Aerials               |
| 2017 | Sierra Nevada | 14e Aerials               |
| 2019 | Park City     | 6e Aerials · Aerials team |

### Wereldbeker
Eindklasseringen
| Seizoen   | Algm  | AE   |
| --------- | ----- | ---- |
| 2012/2013 | 225e  | 34e  |
| 2013/2014 | 198e  | 32e  |
| 2014/2015 | 72e   | 19e  |
| 2015/2016 | 62e   | 17e  |
| 2016/2017 | 24e   | 6e   |
| 2017/2018 | 57e   | 13e  |
| 2018/2019 | Brons | Goud |
| 2019/2020 | 66e   | 16e  |

Wereldbekerzeges
| Datum            | Plaats | Onderdeel |
| ---------------- | ------ | --------- |
| 25 februari 2017 | Minsk  | Aerials   |